# 維多利亞州政府
维多利亚州政府（Victoria State Government）是澳大利亚维多利亚州的州级权力机构。維多利亞州政府于1851年首次成立。《澳大利亚宪法》规定了维多利亚州政府与澳大利亚政府之间的关系。

## 外部鏈接
- 官方网站